# 908 Buda
A 908 Buda egy kisbolygó, amely a kisbolygóövben kering. Max Wolf német csillagász fedezte föl 1918. november 30-án.

## Pályája
A 3:1-es (Kirkwood rés) rezonancia zónában kering.

## Színképe
Fémes kisbolygóra jellemző, az IR felé emelkedő színkép, amelyben azonban a vas-magnézium szilikátokra jellemző 1 mikrométeres és a vízre és a hidroxil-gyökre jellemző 3 mikrométeres elnyelési vonal is megtalálható. A pallazitok egyik forráségitestje lehet.

## Külső hivatkozások
- A 908 Buda kisbolygó a JPL Small-Body Database adatbázisában
- Kisbolygó mérések között a 908 Buda kisbolygóról, a 21. LPSC konferencián
- A 908 Buda kisbolygó színképéről, a 41. LPSC konferencián